# John Stewart (3e comte de Lennox)
 (août 2023).
La mise en forme du texte ne suit pas les recommandations de Wikipédia : il faut le « wikifier ».
Les points d'amélioration suivants sont les cas les plus fréquents. Le détail des points à revoir est peut-être précisé sur la page de discussion.
- Les titres sont pré-formatés par le logiciel. Ils ne sont ni en capitales, ni en gras.
- Le texte ne doit pas être écrit en capitales (les noms de famille non plus), ni en gras, ni en italique, ni en « petit »…
- Le gras n'est utilisé que pour surligner le titre de l'article dans l'introduction, une seule fois.
- L'italique est rarement utilisé : mots en langue étrangère, titres d'œuvres, noms de bateaux, etc.
- Les citations ne sont pas en italique mais en corps de texte normal. Elles sont entourées par des guillemets français : « et ».
- Les listes à puces sont à éviter, des paragraphes rédigés étant largement préférés. Les tableaux sont à réserver à la présentation de données structurées (résultats, etc.).
- Les appels de note de bas de page (petits chiffres en exposant, introduits par l'outil «  Source ») sont à placer entre la fin de phrase et le point final[comme ça].
- Les liens internes (vers d'autres articles de Wikipédia) sont à choisir avec parcimonie. Créez des liens vers des articles approfondissant le sujet. Les termes génériques sans rapport avec le sujet sont à éviter, ainsi que les répétitions de liens vers un même terme.
- Les liens externes sont à placer uniquement dans une section « Liens externes », à la fin de l'article. Ces liens sont à choisir avec parcimonie suivant les règles définies. Si un lien sert de source à l'article, son insertion dans le texte est à faire par les notes de bas de page.
- La présentation des références doit suivre les conventions bibliographiques. Il est recommandé d'utiliser les modèles {{Ouvrage}}, {{Chapitre}}, {{Article}}, {{Lien web}} et/ou {{Bibliographie}}. Le mode d'édition visuel peut mettre en forme automatiquement les références.
- Insérer une infobox (cadre d'informations à droite) n'est pas obligatoire pour parachever la mise en page.

Pour une aide détaillée, merci de consulter Aide:Wikification.
Si vous pensez que ces points ont été résolus, vous pouvez retirer ce bandeau et améliorer la mise en forme d'un autre article.
Pour les articles homonymes, voir John Stewart.
John Stewart, 3e comte de Lennox (c. 1490 - 4 septembre 1526 à Linlithgow, West Lothian) est un noble écossais éminent. Il est le fils de Matthew Stewart, 2e comte de Lennox et d'Elizabeth Hamilton, fille de James Hamilton, 1er Lord Hamilton et de Mary Stewart, princesse d'Écosse, fille du roi Jacques II d'Écosse.
En septembre 1526, sous la pression de Marguerite Tudor, le comte de Lennox lève une armée de plus de 10 000 hommes pour aller libérer son fils, le jeune roi Jacques V d'Écosse, alors sous la garde de son beau-père Archibald Douglas qui assure l'exercice du pouvoir en son nom. Lors de la Bataille de Linlithgow Bridge, il est vaincu par une troupe de seulement 2 500 hommes dirigée par James Hamilton, 1er comte d'Arran. Il est fait prisonnier et est ensuite assassiné par James Hamilton de Finnart. C'est son fils Matthew Stewart, père de Henry Stewart, Lord Darnley, et grand-père du roi Jacques VI d'Écosse qui hérite du titre de comte de Lennox.

## Mariages et descendance
Le 19 janvier 1511, John Steward épouse Elizabeth Stewart, fille de John Stewart, 1er comte d'Atholl puis Eleanor Sinclair, fille de William Sinclair, 3e comte d'Orkney avec qui il a cinq enfants :
- Matthew Stewart, 4e comte de Lennox
- Robert Stewart, 1er comte de Lennox et March (1522-1586)
- John Stewart, 6e seigneur d'Aubigny (décédé vers 1567), père d'Esme Stewart, 1er duc de Lennox
- Lady Helen (ou Eleanor) Stewart, épouse de William Hay, 6e comte d'Erroll puis de John Gordon, 11e comte de Sutherland.
- Lady Elizabeth Stewart, épouse de Ninian Ross. Elle est aussi la maîtresse du roi Jacques V et la mère d'Adam Stewart, prieur de Perth Charterhouse.